# Michel Crémaschi
Pour les articles homonymes, voir Cremaschi.
 Michel Cremaschi, né le 26 avril 1956 à Betbezer (40), est un joueur de rugby à XV, qui a joué avec l'équipe de France et le FC Lourdes, évoluant au poste de pilier (1,83 m pour 105 kg). Son beau-père n'est autre que Louis Guinle. 

## Carrière de joueur

### En club
- FC Lourdes
- Stadoceste Tarbais
- AS Fleurance

### En équipe nationale
Il a disputé son premier test match le 23 novembre 1980 contre l'équipe de Roumanie, et le dernier contre l'équipe d'Italie, le 18 février 1984.

## Palmarès
Avec Tarbes
- Championnat de France de première division : 
  - Vice-champion (1) : 1988

Avec Lourdes
- Challenge Yves du Manoir :
  - Vainqueur (1) : 1981
- Coupe de France :
  - Finaliste (1) : 1984

## Statistiques en équipe nationale
- Sélection en équipe nationale : 11 (+1 non officielle en mai 1980)
- Sélections par année : 1 en 1980, 3 en 1981, 2 en 1982, 3 en 1983 et 2 en 1984
- Tournois des Cinq Nations disputés : 1982, 1984

## Carrière d'entraineur
- US Tours rugby
- Lille Métropole rugby club
- Rugby Club Arras